# Jan Cílek
Jan Cílek (21. července 1910 Klenovice – 16. června 1942 Tábor) byl český odborný učitel, který byl v červnu 1942 popraven nacisty v Žižkových kasárnách v Táboře.

## Život
Narodil se 21. července 1910 v obci Klenovice u Soběslavi. Vyučoval na dívčí škole v Soběslavi. Po atentátu na protektora Reinharda Heydricha bylo zatýkáno a popraveno mnoho lidí. Jednoho dne se o tomto atentátu Cílek bavil s ředitelem Václavem Červenkou. Zaslechl je školník, celou věc sdělil místní učitelce a ti je oba udali. Gestapo si pro oba učitele došlo přímo do školní sborovny, kde je zatkli.
Dne 16. června 1942 byli oba popraveni gestapem v Táboře. Jejich památku připomíná pamětní deska na schodišti v základní škole Edvarda Beneše v Soběslavi. Jan Cílek měl syna Romana, který se stal spisovatelem.